# Харалампи Орошаков
 Тази статия е за българския политик.  За българо-австрийския художник вижте Харалампи Орошаков (художник).  
Харалампи Гаврилов Орошаков е български юрист и политик от Демократическата партия.
Роден е през 1885 година в Копривщица в семейството на политика Гаврил Орошаков. Защитава докторат по право и работи като адвокат. Той е кмет на София от 20 февруари 1933 година до 24 юни 1934 година, когато е отстранен малко след Деветнадесетомайския преврат. През този период общината завършва Рилския водопровод и новата общинска кланица.
Харалампи Орошаков умира през 1970 година.